# Kazuo Shimizu
Kazuo Shimizu (Shizuoka, 30 april 1975) is een voormalig Japans voetballer.

## Carrière
Kazuo Shimizu speelde tussen 1994 en 2001 voor Cerezo Osaka.